# Добровольский, Глеб Всеволодович
Глеб Все́володович Доброво́льский (9 (22) сентября 1915, Москва — 8 апреля 2013, там же) — советский и российский почвовед, академик РАН (1992). Основатель и первый декан факультета почвоведения МГУ имени М. В. Ломоносова (1973—1989), заведующий кафедрой географии почв факультета в 1960—1988 годах, заслуженный профессор МГУ. Доктор биологических наук, профессор. Брат В. В. Добровольского — российского почвоведа-географа и геохимика.
Лауреат Государственной премии СССР и Государственных премий Российской Федерации (2001, 2012).

## Биография
Родился в 1915 году Москве. Отец Добровольского был агрономом, и с детства Г. В. Добровольский был окружён друзьями и коллегами отца, твёрдо решив стать натуралистом. Учился в средней школе в Кривоарбатском переулке.
Окончил геолого-почвенный факультет МГУ и поступил в аспирантуру (1939). Добровольского призвали в армию. Окончил полковую школу в Иркутске. Участвовал в Великой Отечественной войне, награждён орденом Отечественной войны 2-й степени, медалями За боевые заслуги, За победу над Германией и За победу над Японией. Служил в авиачасти техником-геодезистом, закончил службу инженером аэродромного отдела 12-й Воздушной армии, в составе которой Добровольский участвовал в боевых операциях против Квантунской армии. На военных объектах Маньчжурии Добровольский оставался до подписания Японией акта о капитуляции (1945).
После войны восстановился в аспирантуре геолого-почвенного факультета. Более 30 лет был заведующим кафедрой географии почв. В 1970 году стал деканом биолого-почвенного факультета МГУ, а в 1973 году, после разделения факультета на биологический факультет и факультет почвоведения, стал деканом факультета почвоведения.
С 1977 по 1991 Добровольский был главным редактором серии Почвоведение научного журнала Вестник Московского университета, с 1987 — научного журнала Почвоведение.
С 11 июня 1994 года — академик РАН. В 1996 году Добровольский организовал Институт экологического почвоведения МГУ.
В 2012 награжден высшей наградой Российской академии наук — Большой золотой меда́лью и́мени М. В. Ломоно́сова.
Академик Добровольский никогда не был кабинетным учёным. Все годы работы в университете он много времени проводил в экспедициях, изучая почвы разных регионов России, составляя почвенные карты для проведения мелиорации и орошения почв.
Под руководством Добровольского были защищены 35 кандидатских и 14 докторских диссертаций. На факультете почвоведения МГУ читал курс лекций по географии, а также классификации и систематике почв, в последние годы читал курс «История и методология почвоведения».

## Научная деятельность
Добровольский — создатель ведущей научной школы, заложившей основы изучения и рационального использования земельных ресурсов. В область его научных интересов входили: генезис, морфология, география и картография почв, их классификация, эволюция, экологические функции, общие проблемы теории и истории почвоведения. Добровольский обосновал метод последовательного минералого-микроморфологического исследования генезиса почв, раскрыл теоретические основы генезиса аллювиальных почв, разработал их классификацию и рекомендации рационального использования. Совместно с Е. Д. Никитиным в 1986—1990 он разработал концепцию эколого-генетических функций почв в биосфере.

## Публикации
Опубликовал более 450 научных работ, в том числе:
Монографии
- Почвы речных пойм Русской равнины (1968)
- География почв центрального экономического района СССР (1972, редактор и соавтор)
- Функции почв в биосфере (1990)
- Структурно-функциональная роль почвы в биосфере (1999 главный редактор)
- Сохранение почв как незаменимого компонента биосферы (2000 соавтор)
- Регуляторная роль почвы в функционировании таёжных экосистем (2002 ответственный редактор)
- Деградация и охрана почв (2002 ответственный редактор)
- Структурно-функциональная роль почвы и почвенной биоты в биосфере (2003 главный редактор)
- Избранные труды по почвоведению. Т. 1, 2 (2005)

Учебники
- Добровольский Г. В., Урусевская И. С. География почв: Учебник. — М.: Изд-во МГУ, 1984. — 416 с. — 6100 экз.
  - Добровольский Г. В., Урусевская И. С. География почв: Учебник. — М.: Изд-во МГУ; Наука, 2006. — 464 с. — (Классический университетский учебник). — 3000 экз. — ISBN 5-211-05220-X; ISBN 5-02-035763-4.
- Добровольский Г. В., Гришина Л. А. Охрана почв. — М.: Изд-во МГУ, 1984. — 224 с.
- A metodological manual of soil micromorphology (1991)
- Добровольский Г. В., Никитин Е. Д. Экология почв. Учение об экологических функциях почв: Учебник. — М.: Изд-во МГУ; Наука, 2006. — 368 с. — (Классический университетский учебник). — 2000 экз. — ISBN 5-211-05163-7; ISBN 5-02-035745-6.

Также автор почвенных карт и карт почвенно-географического районирования России, стран СНГ, Монголии и мира.
Мемуары
- Добровольский Г. В. Жизненный путь почвоведа. — М.: Изд-во МГУ, 2013. — 416 с. — 700 экз. — ISBN 978-5-211-06491-1. (в пер., суперобл.)

## Награды
В 1995 был награждён орденом «За заслуги перед Отечеством» IV степени, в 2005 — III степени. Лауреат премии правительства РФ (2005), лауреат Государственной премии СССР в области науки и техники (1987), Государственной премии РФ в области науки и техники (2001), Государственной премии РФ в области науки и технологий за 2012 год (2013, посмертно), премии имени М. В. Ломоносова за научную и педагогическую деятельность (1984, 1997) и др.